# Marathon (New York)
Pour les articles homonymes, voir Marathon.
Ne doit pas être confondu avec Marathon de New York.
Marathon est une ville située dans le comté de Cortland, dans l'État de New York, aux États-Unis,. En 2010, elle comptait une population de 1 967 habitants, estimée au 1er juillet 2016 à 1 888 habitants.

## Démographie
Lors du recensement de 2010, la ville comptait une population de 1 967 habitants. Elle est estimée, en 2016, à 1 888 habitants.